# Witold Leszczyński
Witold Leszczyński (Łódź, 16 d'agost de 1933 - 1 de setembre de 2007) va ser un guionista i director de cinema polonès. El 1967 es va graduar a l'Escola Nacional de Cinematografia de Łódź. Va dirigir una trentana de pel·lícules entre 1959 i 2007. La més coneguda és Żywot Mateusza (Els dies de Mateu) basada en una novel·la de l'escriptor noruec Tarjei Vesaas, Konopielka, adaptada d'una novel·la d'Edward Redliński, Siekierezada basada en una novel·la d'Edward Stachura i moltes altres
Va rebre nombrosos premis, inclòs el Gran Premi al Festival de Cinema de Polònia el 1986.
El director va morir durant el rodatge de la seva pel·lícula Stary człowiek i pies (El vell i el gos) el 2007.

## Filmografia
- 1959: Portret mężczyzny z medalionem
- 1960: Skowronek
- 1961: Zabawa
- 1963: Mansarda
- 1963: Przygoda noworoczna
- 1967: Żywot Mateusza
- 1969: Qu'est-ce qui fait courir Jacky?
- 1972: Rewizja osobista
- 1977: Rekolekcje
- 1978: Przemysłowy Instytut Elektroniki '78
- 1979: Pełnia
- 1981: Konopielka
- 1985: Siekierezada
- 1993: Koloss
- 2001: Requiem
- 2005: Po sezonie
- 2007: Stary człowiek i pies